# Chaerephon aloysiisabaudiae
Chaerephon aloysiisabaudiae é uma espécie de morcego da família Molossidae. Pode ser encontrada na Costa do Marfim, Gana, Camarões, Gabão, República Democrática do Congo, República Centro-africana, Sudão e Uganda.